# Lasiodora benedeni
Lasiodora benedeni là một loài nhện trong họ Theraphosidae.
Loài này thuộc chi Lasiodora. Lasiodora benedeni được Philip Bertkau miêu tả năm 1880.